# 8447 Корнейо
8447 Корнейо (8447 Cornejo) — астероїд головного поясу, відкритий 16 липня 1974 року.
Тіссеранів параметр щодо Юпітера — 3,565.